# Lopburi (thị xã)
Lopburi là thủ phủ của tỉnh Lopburi ở Thái Lan, cách thủ đô Bangkok 150 km về phía đông bắc. Dân số năm 2006 là 26.500 dân. Đơn vị thị xã (tiếng Thái: thesaban mueang) bao gồm cả toàn bộ tambon Tha Hin và một số khu vực của Thale Chup Son của huyện Mueang Lopburi, với diện tích tổng cộng 6,85 km².
Sử người Việt xưa gọi thị trấn này là La Hộc hay Lộ Hộc.

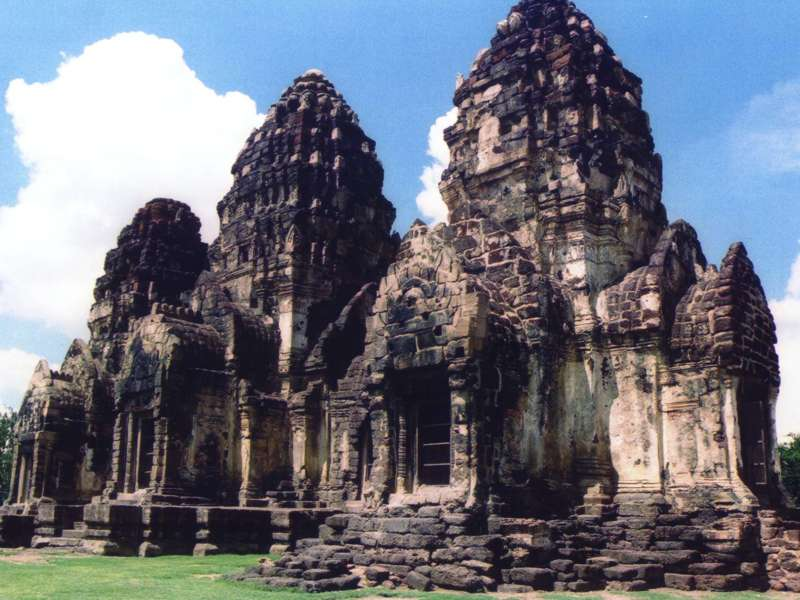
Prang Sam Yot, đền Khmer ở Lopburi

Lopburi có lịch sử hơn 1000 năm từ thời kỳ Dvaravati, khi đó có tên là Lavo. Khi Đế quốc Khmer chiếm được Lavo thì thành trì bị phá sạch nên những công trình xưa nhất còn sót lại tới ngày nay đều thuộc thời kỳ người Khmer cai trị. Khi Đế quốc Khmer tàn lụi thì Lopburi trở thành một tiểu quốc của người Xiêm, sau sáp nhập vào Vương quốc Ayutthaya giữa thế kỷ 17 thời vua Narai.

## Cổ thành Lopburi
Lopburi được mệnh danh là Thủ đô mùa hè của Xiêm La. Từ Bangkok du khách mất 4 giờ lái xe xuyên qua những cánh đồng lúa phì nhiêu của Thái Lan thì tới Lopburi. Thị xã này chỉ cách cố đô Ayuthaya 10 km về phía Bắc, không xa cao nguyên Khorat. Vào thế kỷ 17 khi Ayuthaya là kinh đô thì triều đình Xiêm và vua Narai hằng năm vẫn thường tuần ngự lên Lopburi để tránh cái nóng ở miền xuôi. Khi sứ thần Pháp sang Xiêm vào yết kiến nhà vua thì cũng được hộ tống lên Lopburi triều kiến.
Cung điện xưa xây từ năm 1665 nay vẫn còn, có bức tường kiên cố bao bọc, nằm ở trung tâm Lopburi.